# Mája (královna)
Mája či Mahámája byla podle tradice matkou buddhy Šákjamuniho, zakladatele buddhismu. V sanskrtu i páli znamená Mája "iluzi" či "přelud". Zemřela sedm dní po Buddhově narození – to je většinou kladeno do roku 563 př. n. l.
Narodila se v Dévadaze, malém království ve starověkém Nepálu. Vzala si krále Šuddhódanu z rodu Šákjů a přestěhovala se za ním do Kapilavastu. Jednou se jí zdálo o bílém slonu, který do ní ve snu vstoupil. Zanedlouho zjistila, že čeká dítě. Jak bylo zvykem, Mája odjela porodit do domu svých rodičů. Na cestě si chtěla odpočinout v háji Lumbiní. Když zde i s doprovodem zastavili, Mája ucítila, že porod již nelze déle odkládat, a porodila tam. Podle tradice rodila ve stoje; zatímco se přidržovala pravou rukou stromu, dítě jí vyšlo z pravého boku. Malý princ dostal jméno Siddhártha.

## Externí odkazy

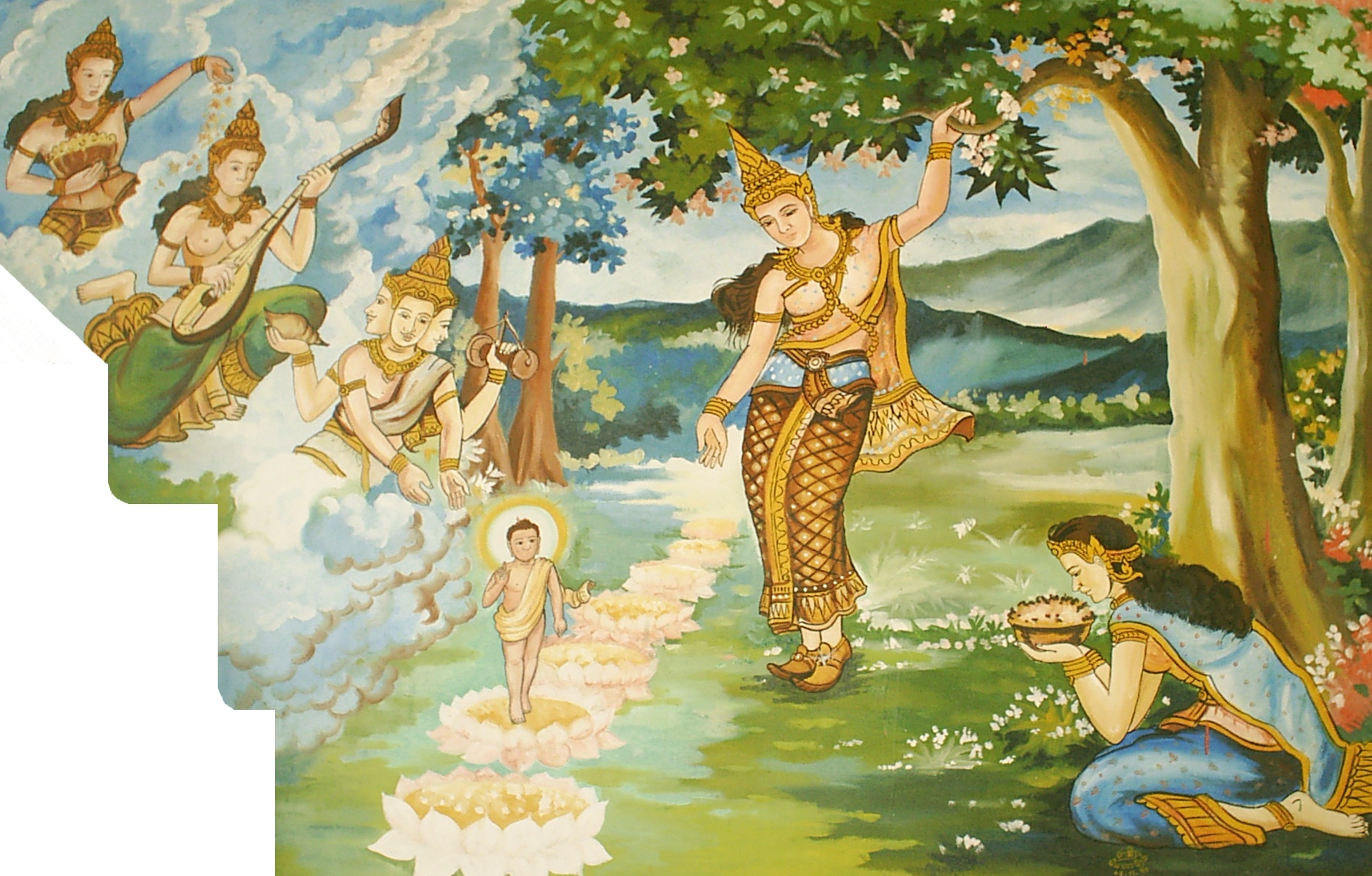
Mája při porodu Buddhy v Lumbiní